# Lijst van burgemeesters van Eenrum
Dit is een lijst van burgemeesters van de voormalige Nederlandse gemeente Eenrum in de provincie Groningen. Per 1 januari 1990 werden de gemeenten Eenrum, Kloosterburen, Leens en Ulrum samengevoegd tot de nieuwe gemeente De Marne.
| Ambtsperiode | Naam burgemeester                        | Partij of stroming | Bijzonderheden                                                  |
| ------------ | ---------------------------------------- | ------------------ | --------------------------------------------------------------- |
| 1811 - 1812  | Evert Reenders Reenders                  |                    |                                                                 |
| 1812 - 1813  | Onne Hazekamp                            |                    | ovl. 25 mei 1813                                                |
| 1813 - 1826  | Jannes Hazekamp                          |                    | ovl. 11 mei 1826                                                |
| 1826 - 1842  | Bene Roelfs Ekkens                       |                    | ovl. 28 aug 1842                                                |
| 1843 - 1851  | mr. Pieter Brongers                      |                    | vanaf 1850 tevens burgemeester van Leens                        |
| 1852 - 1856  | dr. Petrus Alting Mees                   |                    | tevens burgemeester van Kloosterburen                           |
| 1856 - 1866  | Harmannus Blaauwpot                      |                    | ovl. 30 januari 1866                                            |
| 1866 - 1891  | Jan Diederik Pruissen                    |                    |                                                                 |
| 1891 - 1909  | Evert Reenders van der Leij              |                    |                                                                 |
| 1909 - 1939  | Luitje Wiersum Tzn.                      |                    |                                                                 |
| 1939 - 1944  | mr. J.G.R. Vos                           | VDB                |                                                                 |
| 1944 - 1945  | J.H. Mulder                              |                    | waarnemend burgemeester                                         |
| 1945 - 1954  | mr. J.G.R. Vos                           |                    | werd burgemeesters van Lienden                                  |
| 1954 - 1964  | Antonie Martinus (Ton) Amerika           | PvdA               | werd burgemeester van Appingedam                                |
| 1964 - 1974  | Dick Kreijkes                            | PvdA               | werd burgemeester van Odoorn                                    |
| 1975 - 1981  | Meint Freerk Zuiderveen                  | PvdA               | ovl. 27-11-1981 (verkeersongeval)                               |
| 1982 - 1987  | mr. Irene Marie Wilhelmina Maks-van Veen | PvdA               | werd waarnemend burgemeester van Posterholt en Sint Odiliënberg |
| 1987 - 1990  | drs. Bote Siebe Wilpstra                 | D66                | waarnemend burgemeester, later burgemeester van Zuidlaren       |

## Bron
- W. Duinkerken, Bestuurders in de provincie Groningen (Andijk 1962)